# Bridgman (månekrater)
Bridgman er et nedslagskrater på Månen. Det befinder sig på den nordlige halvkugle på Månens bagside og er opkaldt efter den amerikanske fysiker Percy W. Bridgman (1882 – 1961).
Navnet blev officielt tildelt af den Internationale Astronomiske Union (IAU) i 1970. 
Krateret observeredes første gang i 1965 af den sovjetiske rumsonde Zond 3.

## Omgivelser
Bridgmankrateret ligger nordvest for Kurchatovkrateret. Mod vest-sydvest ligger det gamle Becquerelkrater, og østpå ligger Pawsey- og Wienerkratererne.

## Karakteristika
Den fremtrædende ydre kratervæg i Bridgmankrateret er kun lidt nedslidt og har bevaret mange af sine oprindelige detaljer, herunder terrasser og nedskridninger. Randen er ikke helt cirkulær, men har en let polygonal form med afrundede hjørner. Der findes en tydelig indadgående bule i kratervæggens sydlige ende. Kraterbunden er i almindelighed jævn og har en central top i kraterets midte.

## Satellitkratere
De kratere, som kaldes satellitter, er små kratere beliggende i eller nær hovedkrateret. Deres dannelse er sædvanligvis sket uafhængigt af dette, men de får samme navn som hovedkrateret med tilføjelse af et stort bogstav. På kort over Månen er det en konvention at identificere dem ved at placere dette bogstav på den side af satellitkraterets midte, som ligger nærmest hovedkrateret. Bridgmankrateret har følgende satellitkratere:
| Bridgman | Længde  | Bredde   | Diameter |
| -------- | ------- | -------- | -------- |
| C        | 46,7° N | 140,2° Ø | 35 km    |
| E        | 44,1° N | 141,7° Ø | 29 km    |
| F        | 44,0° N | 141,2° Ø | 51 km    |

## Måneatlas
- Billeder af Bridgmankrateret i LPI-måneatlasset